# Didática da história
A Didática da História é uma área de estudos que tem por objetivo analisar o processo do aprendizado histórico.
No Brasil, esse aprendizado é associado ao ensino da disciplina “História” no âmbito da instituição escolar e, assim, uma didática da história forneceria as ferramentas para a transposição e adaptação do saber histórico, produzido nas pesquisas acadêmicas, para os alunos em formação através da mediação dos professores.
Na Alemanha, a Didática da História constitui-se em uma disciplina, que associa o aprendizado da história aos usos e funções da mesma, que estariam ligadas às necessidades da vida prática e à formação de identidades. Dessa maneira, tal disciplina não tem como objeto somente a “História” ensinada na escola, mas também os usos da história na imprensa, no cinema, nos museus, nas instituições públicas, na propaganda, no mercado editorial, na política etc.

## Contexto
A Didática da História (Geschichtsdidaktik) surge na Alemanha Ocidental a partir da década de 1960, para responder a uma crise de legitimidade da ciência histórica e, consequentemente, do próprio lugar e papel do ensino da história no sistema educacional. Tal crise exigiu uma reflexão mais ampla e profunda por parte dos historiadores, com o intuito de mostrar as relações da história  com a vida prática e com a educação, de modo a conferir um papel legitimador para a história.
Ainda na década de 1960, a didática da história era vista como ciência auxiliar à didática geral; é somente a partir da década de 1970 que a disciplina se tornará cada vez mais independente e  abordará uma temática mais ampla, não restrita apenas à educação. É nessa época que a Didática da História como disciplina definirá o seus objetos de análise: “ (…) as perspectivas da didática da história foram grandemente expandidas, indo além de considerar apenas os problemas de ensino e aprendizado na escola. A didática da história agora analisa todas as formas e funções do raciocínio e conhecimento histórico na vida cotidiana, prática. Isso inclui o papel da história na opinião pública e as representações nos meios de comunicação de massa; ela considera as possibilidades e limites das representações históricas visuais em museus e explora diversos campos onde os historiadores equipados com essa visão podem trabalhar.”
A partir da década de 1980, a disciplina Didática da História se consolidará e influenciará pesquisas em diversos países. Os estudos e a obra de Jörn Rüsen são representativas dessa fase, sendo esse intelectual responsável pela formação de diversos pesquisadores no campo da Didática da História alemã.
Ainda nessa década é criada a International Society for History Didactics, que atualmente reúne pesquisadores de 42 países e realiza conferências anuais sobre o tema.

## Objetivo e princípios teóricos
O objetivo da Didática da História é compreender e analisar o processo do aprendizado histórico.
O aprendizado histórico pode ser definido como um processo de interpretação de experiências, orientadas no tempo, que resulta na produção de narrativas. Tais narrativas responderiam às necessidades da vida humana prática, constituindo a base para a formação de identidades e a elaboração de decisões a serem tomadas tendo como perspectiva o futuro.
A ação de dar um sentido temporal às experiências constituti o conceito de Consciência Histórica, que é central para a análise no âmbito da Didática da História. Segundo Rüsen: “Teoricamente, a didática da história tem de conceituar consciência histórica como uma estrutura e processo de aprendizado”.
Dessa maneira, podemos dizer que o aprendizado histórico ao mesmo tempo parte de uma consciência histórica prévia e, no seu desenvolvimento, possibilita transformações no interior dessa mesma consciência histórica.
O resultado desse processo, que envolve o aprendizado e a consciência histórica, é a constituição de uma cultura histórica.
A cultura histórica é o conjunto de manifestações da consciência histórica e é apresentada sob a forma de narrativas que são comunicadas nos diversos meios nos quais a história é utilizada: na mídia, no ensino, no cinema, na política etc.
É essa forma acabada de interpretação histórica, que a cultura histórica representa, que está na base da formação identitária de uma sociedade e orienta o agir humano em relação à ideia de futuro.
Para que a Didática da História atinja o seu objetivo primordial, é necessário perceber a cultura histórica e o uso que a mesma faz da história em diversos ambientes e instituições para que, a partir das manifestações concretas oferecidas pela mesma, possamos desconstruir narrativas e percebermos que  as funções e sentidos da história fazem parte de um processo amplo de aprendizagem.